# Cornelia Niedrig
Cornelia Niedrig (* 13. April 1964 in Datteln) ist eine deutsche Polizeikommissarin, die durch die Pseudo-Doku Niedrig und Kuhnt – Kommissare ermitteln, an der Seite ihres Kollegen Bernie Kuhnt, bekannt wurde. In der Serie spielt sie als Conny Niedrig eine der beiden Hauptrollen.
Niedrig, die seit 1995 bei der Kriminalpolizei in Recklinghausen arbeitet, lebt in Köln. 2000 wurde sie zur Kriminaloberkommissarin befördert. Sie ist die Schwester des Triathleten Andreas Niedrig.

## Mitwirkung in Film und Fernsehen (Auswahl)
- 2003–2014: Niedrig und Kuhnt – Kommissare ermitteln (Fernsehserie, 1942 Folgen)
- 2010: Switch reloaded (Episode #4.12, als Opfer)
- 2022: Wenn Menschen Verschwinden (Sie selbst – Archiv Beitrag aus dem Jahre 2015)[1]

### Auftritte
- 2003: Die Harald Schmidt Show 1. Folge 2003
- 2008: Das perfekte Promi-Dinner in Köln #14 (2008) TV Folge
- 2010: Riverboat (8. Oktober 2010)
- 2013: Inka! (19. September 2013)